# Konstanze Vernon
Pour les articles homonymes, voir Vernon.
Konstanze Vernon, née le 2 janvier 1939 à Berlin et morte le 21 janvier 2013 à Munich, est une danseuse et chorégraphe allemande.

## Biographie
À 6 ans, Vernon est élève de Tatiana Gsovsky, à 14 elle est membre du Ballet de Berlin et à 17 ans elle en devient la plus jeune soliste. Heinz Rosen, le directeur artistique du Bayerische Staatsoper, la prend en 1963 dans son ensemble, où elle est étoile de 1963 à 1981, en particulier avec son partenaire Winfried Krisch et son successeur Heinz Bosl.
Après la mort prématurée de Heinz Bosl à seulement 28 ans (1975), elle fonde le Heinz-Bosl-Stiftung (Munich Ballet Academy) en 1978. Vernon préside de 1988 à 1998 la compagnie de ballet indépendante née du Bayerische Staatsoper en tant que directeur fondateur. Pour son travail elle est récompensée de plusieurs prix, comme l'Ordre bavarois du Mérite.